# Lili Taylor
Lili Anne Taylor (Glencoe, Illinois; 20 de febrero de 1967) es una actriz estadounidense que ha trabajado principalmente en películas independientes. Ha ganado un premio del Sindicato de Actores por su actuación en la serie Six Feet Under, y ha sido nominada en tres ocasiones al premio Primetime Emmy.

## Biografía
Taylor estudió en la New Trier High School en Winnetka, Illinois, escuela de la que se graduó en 1985, y en la Universidad DePaul.
Ha participado en numerosas películas, obras de teatro y series de televisión. Su carrera se ha enfocado en mayor medida en el cine independiente y es conocida por su papel de Lisa en la serie Six Feet Under. En España, se la conoce además por su papel en la película de Isabel Coixet Cosas que nunca te dije.
En 2005 ganó el premio a la mejor actriz en el Festival Internacional de Cine de Copenhague por su papel en Factótum.
Está casada con el poeta Nick Flynn, con el que tiene una hija, Maeve.

## Filmografía

### Cine
| Año  | Título original                    | Papel                     |
| ---- | ---------------------------------- | ------------------------- |
| 1988 | Mystic Pizza                       | Jojo Barboza              |
| 1989 | Say Anything...                    | Corey Flood               |
| 1989 | Born on the Fourth of July         | Jamie Wilson              |
| 1991 | Arizona Dream                      | Grace Stalker             |
| 1991 | Dogfight                           | Rose Fenney               |
| 1991 | Bright Angel                       | Lucy                      |
| 1993 | Watch It                           | Brenda                    |
| 1993 | Household Saints                   | Teresa                    |
| 1993 | Short Cuts                         | Honey Bush                |
| 1993 | Rudy                               | Sherry                    |
| 1994 | Prêt-à-Porter                      | Fiona Ulrich              |
| 1994 | Mrs. Parker and the Vicious Circle | Edna Ferber               |
| 1995 | Four Rooms                         | Raven                     |
| 1995 | The Addiction                      | Kathleen Conklin          |
| 1996 | Girls Town                         | Patti                     |
| 1996 | Ransom                             | Maris Connor              |
| 1996 | Yo disparé a Andy Warhol           | Valerie Solanas           |
| 1996 | Cosas que nunca te dije            | Ann                       |
| 1997 | Kicked in the Head                 | Happy                     |
| 1997 | Killer: A Journal of Murder        | No figura en los créditos |
| 1998 | Pecker                             | Rorey                     |
| 1998 | The Impostors                      | Lily                      |
| 1998 | Illtown                            | Micky                     |
| 1999 | The Haunting                       | Nell                      |
| 2000 | Alta fidelidad                     | Sarah                     |
| 2001 | Gaudi Afternoon                    | Ben                       |
| 2001 | All Revved Up                      | Rachel                    |
| 2001 | La historia de Ana Frank           | Miep Gies                 |
| 2003 | Live From Baghdad                  | Judy Parker               |
| 2003 | Casa de los Babys                  | Leslie                    |
| 2004 | A Slipping-Down Life               | Evie Decker               |
| 2005 | The Ballad of Greenwich Village    | Narradora                 |
| 2006 | Factótum                           | Jan                       |
| 2006 | The Notorious Bettie Page          | Paula Klaw                |
| 2008 | The Promotion                      | Laurie                    |
| 2009 | Public Enemies                     | Oficial Lillian Holley    |
| 2010 | Brooklyn's Finest                  | Angela                    |
| 2012 | About Cherry                       | Phyllis                   |
| 2012 | Being Flynn                        | Joy                       |
| 2013 | The Conjuring                      | Carolyn Perron            |
| 2013 | The Cold Lands                     | Nicole                    |
| 2013 | Blood Ties                         | Marie                     |
| 2015 | Maze Runner: The Scorch Trials     | Dra. Mary Cooper          |
| 2015 | A Woman Like Me                    | Anna Seashell             |
| 2017 | To the Bone                        | Judy                      |
| 2017 | Leatherface                        | Verna Sawyer              |
| 2018 | The Nun                            | Carolyn Perron            |
| 2019 | Eli                                | Dr. Isabella Horn         |

### Televisión
| Año     | Título original                   | Papel                 | Notas        |
| ------- | --------------------------------- | --------------------- | ------------ |
| 1990    | American Playhouse                | Marianne de joven     | 1 episodio   |
| 1997-98 | Mad About You                     | Arley                 | 2 episodios  |
| 1998    | The X-Files                       | Marty Glenn           | 1 episodio   |
| 2000-01 | Deadline                          | Hildy Baker           | Protagonista |
| 2002-05 | Six Feet Under                    | Lisa Kimmel Fisher    | 19 episodios |
| 2007    | State of Mind                     | Dra. Ann Bellowes     | Protagonista |
| 2010    | The Good Wife                     | Donna Seabrook        | 1 episodio   |
| 2013-14 | Almost Human                      | Cap. Sandra Maldonado | Protagonista |
| 2013-14 | Hemlock Grove                     | Lynda Rumancek        | 11 episodios |
| 2014    | Gotham                            | Patti                 | 1 episodio   |
| 2015    | Law & Order: Special Victims Unit | Martha Thornhill      | 1 episodio   |
| 2015-17 | American Crime                    | Anne Blaine           | 21 episodios |
| 2020    | Perry Mason                       | Birdy McKeegan        |              |

## Premios y nominaciones

### Premios Globo de Oro
| Año  | Categoría                | Trabajo nominado | Resultado |
| ---- | ------------------------ | ---------------- | --------- |
| 1994 | Premio al logro especial | Short Cuts       | Ganador   |

### Premios Primetime Emmy
| Año  | Categoría                               | Trabajo nominado | Resultado |
| ---- | --------------------------------------- | ---------------- | --------- |
| 1998 | Mejor actriz invitada - Serie dramática | The X-Files      | Nominado  |
| 2002 | Mejor actriz invitada - Serie dramática | Six Feet Under   | Nominado  |
| 2016 | Mejor actriz - Miniserie o telefilme    | American Crime   | Nominado  |

### Premios del Sindicato de Actores
| Año  | Categoría                           | Trabajo nominado | Resultado |
| ---- | ----------------------------------- | ---------------- | --------- |
| 2004 | Mejor reparto de televisión - Drama | Six Feet Under   | Ganador   |